# Edgar County
Das Edgar County ist ein County im US-amerikanischen Bundesstaat Illinois. Im Jahr 2010 hatte das County 18.576 Einwohner und eine Bevölkerungsdichte von 11,5 Einwohnern pro Quadratkilometer. Der Verwaltungssitz (County Seat) ist Paris.

## Geografie
Das County liegt im Osten von Illinois an der Grenze zu Indiana. Es hat eine Fläche von 1617 Quadratkilometern, wovon zwei Quadratkilometer Wasserflächen sind. An das Edgar County grenzen folgende Nachbarcountys:
| Champaign County            | Vermilion County | Vermillion County (Indiana) |
| Douglas County Coles County |                  |                             |
|                             | Clark County     | Vigo County (Indiana)       |

### Flüsse im County
- Bonwell Branch
- Catfish Creek
- East Fork
- Hickory Grove Creek
- Hughes Drain
- Lick Run
- McCalls Branch
- Shiloh Number 2 Drain
- Snake Creek

## Geschichte
Das Edgar County wurde 1823 aus Teilen des Clark Countys gebildet. Benannt wurde es nach John Edgar, einem gebürtigen Iren, der als Kapitän der Royal Navy diente und im Amerikanischen Unabhängigkeitskrieg kämpfte.

### Territoriale Entwicklung

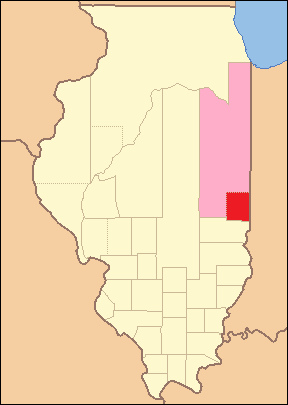
Bei Gründung im Jahr 1823
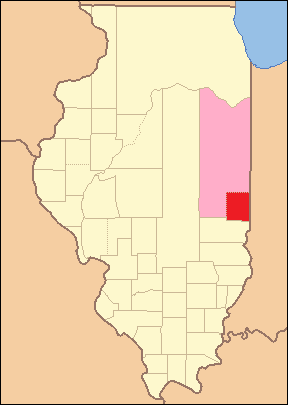
Zwischen 1825 und 1826
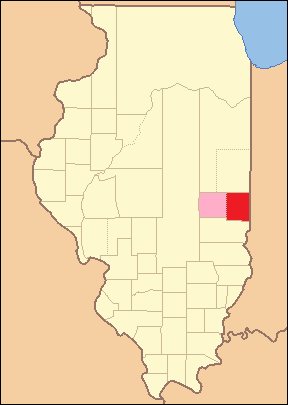
Zwischen 1826 und 1830
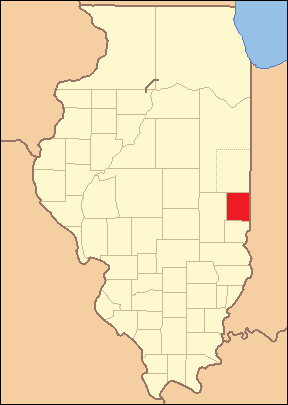
Seit 1830

## Demografische Daten
Nach der Volkszählung im Jahr 2010 lebten im Edgar County 18.576 Menschen in 7877 Haushalten. Die Bevölkerungsdichte betrug 11,5 Einwohner pro Quadratkilometer. In den 7877 Haushalten lebten statistisch je 2,32 Personen.
Ethnisch betrachtet setzte sich die Bevölkerung zusammen aus 98,3 Prozent Weißen, 0,6 Prozent Afroamerikanern, 0,2 Prozent amerikanischen Ureinwohnern, 0,2 Prozent Asiaten sowie aus anderen ethnischen Gruppen; 0,7 Prozent stammten von zwei oder mehr Ethnien ab. Unabhängig von der ethnischen Zugehörigkeit waren 1,2 Prozent der Bevölkerung spanischer oder lateinamerikanischer Abstammung.
22,0 Prozent der Bevölkerung waren unter 18 Jahre alt, 59,3 Prozent waren zwischen 18 und 64 und 18,7 Prozent waren 65 Jahre oder älter. 51,5 Prozent der Bevölkerung war weiblich.
Das jährliche Durchschnittseinkommen eines Haushalts lag bei 39.904 USD. Das Pro-Kopf-Einkommen betrug 22.175 USD. 13,5 Prozent der Einwohner lebten unterhalb der Armutsgrenze.

## Ortschaften im Edgar County
Citys
- Chrisman
- Paris

Villages
| - Brocton - Hume - Kansas | - Metcalf - Redmon - Vermilion |

Unincorporated Communities
| - Bloomfield - Borton - Cherry Point - Clays Prairie - Conloque - Dudley - Edgar | - Elbridge - Ferrel - Garland - Grandview - Harris - Hildreth - Horace | - Hughes - Isabel - Kentucky - Kidley - Logan - Mabel - Marley | - Mays - McCown - Melwood - Mortimer - Nevins - Oliver - Palermo | - Patton1 - Raven - Scotland - Wetzel - Woodyard |

1 – teilweise im Clark County

## Gliederung
Das Edgar County ist in 15 Townships eingeteilt:
| Township                   | Einwohner (2010) | FIPS     |
| -------------------------- | ---------------- | -------- |
| Brouilletts Creek Township | 235              | 17-08901 |
| Buck Township              | 307              | 17-09213 |
| Edgar Township             | 482              | 17-22502 |
| Elbridge Township          | 830              | 17-22912 |
| Embarrass Township         | 620              | 17-23958 |
| Grandview Township         | 590              | 17-30822 |
| Hunter Township            | 250              | 17-36685 |
| Kansas Township            | 1003             | 17-38999 |

| Township               | Einwohner (2010) | FIPS     |
| ---------------------- | ---------------- | -------- |
| Paris Township         | 9865             | 17-57641 |
| Prairie Township       | 273              | 17-61483 |
| Ross Township          | 1594             | 17-65923 |
| Shiloh Township        | 162              | 17-69498 |
| Stratton Township      | 481              | 17-73092 |
| Symmes Township        | 1158             | 17-74288 |
| Young America Township | 726              | 17-84064 |
|                        |                  |          |

|  |